# Атласбург (Пенсільванія)
Атласбург (англ. Atlasburg) — переписна місцевість (CDP) в США, в окрузі Вашингтон штату Пенсільванія. Населення — 351 особа (2020).

## Географія
Атласбург розташований за координатами 40°20′37″ пн. ш. 80°22′49″ зх. д. / 40.34361° пн. ш. 80.38028° зх. д. (40.343541, -80.380339).  За даними Бюро перепису населення США в 2010 році переписна місцевість мала площу 1,75 км², уся площа — суходіл.

## Демографія
Згідно з переписом 2010 року, у переписній місцевості мешкала 401 особа в 163 домогосподарствах у складі 113 родин. Густота населення становила 230 осіб/км².  Було 180 помешкань (103/км²).
Расовий склад населення:
| - 99,5 % — білих |

До двох чи більше рас належало 0,5 %. Частка іспаномовних становила 0,5 % від усіх жителів.
За віковим діапазоном населення розподілялося таким чином: 22,4 % — особи молодші 18 років, 61,9 % — особи у віці 18—64 років, 15,7 % — особи у віці 65 років та старші. Медіана віку мешканця становила 43,3 року. На 100 осіб жіночої статі у переписній місцевості припадало 99,5 чоловіків;  на 100 жінок у віці від 18 років та старших — 92,0 чоловіків також старших 18 років.
За межею бідності перебувало 10,6 % осіб, у тому числі 19,5 % дітей у віці до 18 років та 0,0 % осіб у віці 65 років та старших.
Цивільне працевлаштоване населення становило 142 особи. Основні галузі зайнятості: освіта, охорона здоров'я та соціальна допомога — 27,5 %, публічна адміністрація — 19,7 %, роздрібна торгівля — 11,3 %, науковці, спеціалісти, менеджери — 11,3 %.